# Водица-заветна капела посвећена Св. Илији
Водица-заветна капела посвећена Св. Илији је грађевина које је саграђена 1850. године. С обзиром да представља значајну историјску грађевину, проглашена је непокретним културним добром Републике Србије. Налазе се у Старој Пазови, под заштитом је Завода за заштиту споменика културе Сремска Митровица.

## Историја
Водица-заветна капела се налази поред цркве Светог Илије и подигнута је половином 18. века. Чобанин Илија Крижанин, коме је вода са бунара помогла да се излечи, је 1850. године чврстим материјалом обновио ову капелу. Бунар уз капелу је затрпан 1957. али је у народу остало веровање да је ово свето место и зато се ту сваке године организују литије на којима се окупљају верници, али и они који траже лека за своје болести. Ова капела на водице представља једну од пет преосталих у Срему. У централни регистар је уписана 24. фебруара 2004. под бројем СК 1697, а у регистар Завода за заштиту споменика културе Сремска Митровица 15. јануара 2004. под бројем СК 152.